# Volvariella

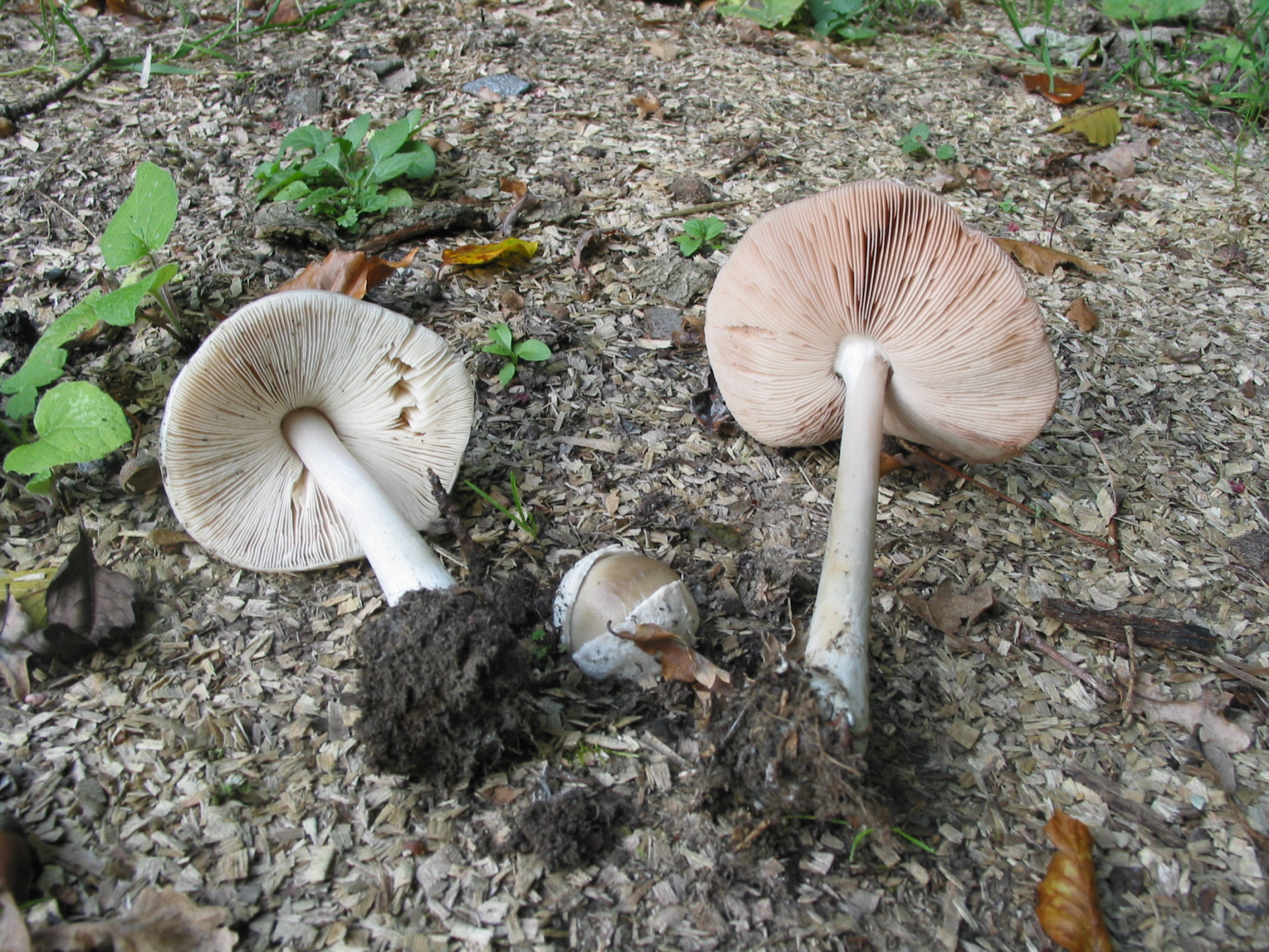
Pochwiak wielkopochwowy

Volvariella Speg. (pochwiak) – rodzaj grzybów z rodziny łuskowcowatych (Pluteaceae).

## Charakterystyka
Przeważnie grzyby saprotroficzne lub czasem pasożytnicze, wytwarzające owocniki o nagich, śluzowatych lub suchych kapeluszach, na dolnej stronie których znajduje się blaszkowy hymenofor. Blaszki u młodych owocników są bezbarwne, w stanie dojrzałym zabarwione czerwonawo, nie przyrośnięte do trzonu, o odwróconej tramie. Trzony owocników są pełne, bez pierścienia, u ich podstawy występuje skórzasta pochwa. Zarodniki pochwiaków są eliptyczne lub jajowate, gładkie i pozbawione pory rostkowej, a ich wysyp jest barwy łososioworóżowej.

## Systematyka i nazewnictwo
Pozycja w klasyfikacji według Index Fungorum: Pluteaceae, Agaricales, Agaricomycetidae, Agaricomycetes, Agaricomycotina, Basidiomycota, Fungi.
Takson utworzył w 1899 r. Carlo Luigi Spegazzini. Synonimy naukowe: Agaricus trib. Volvaria Fr., Pseudofarinaceus Earle, Volva Adans., Volvaria (Fr.) P. Kumm., Volvariopsis Murrill, Volvarius Roussel.
Polską nazwę podał Franciszek Błoński w 1890 r.
Gatunki występujące w Polsce:
- Volvariella bombycina (Schaeff.) Singer – pochwiak jedwabnikowy
- Volvariella caesiotincta P.D. Orton – pochwiak błękitnawy
- Volvariella hypopithys (Fr.) M.M. Moser – pochwiak drobny
- Volvariella krizii Pilát 1959[5]
- Volvariella media (Schumach.) Singer – pochwiak średni
- Volvariella murinella (Quél.) M.M. Moser – pochwiak myszaty
- Volvariella pusilla (Pers.) Singer – pochwiak karłowaty
- Volvariella reidii Heinem. 1978[6]
- Volvariella surrecta (Knapp) Singer – pochwiak grzybolubny
- Volvariella taylorii (Berk. & Broome) Singer – pochwiak brązowopochwowy
- Volvariella volvacea (Bull.) Singer – pochwiak wielkopochwowy

Nazwy naukowe na podstawie Index Fungorum. Wykaz gatunków i nazwy polskie według Władysława Wojewody, A. Skirgiełło i innych.